# Stempellinella depilisa
Stempellinella depilisa är en tvåvingeart som beskrevs av Guo och Wang 2007. Stempellinella depilisa ingår i släktet Stempellinella och familjen fjädermyggor. Inga underarter finns listade i Catalogue of Life.